# Äquatorialguineische Volleyballnationalmannschaft der Männer
Die äquatorialguineische Volleyballnationalmannschaft der Männer ist die Auswahl äquatorialguineischer Volleyballspieler, welche die Federación Ecuatoguineana de Voleibol auf internationaler Ebene, beispielsweise in Freundschaftsspielen gegen die Auswahlmannschaften anderer nationaler Verbände, aber auch bei internationalen Wettbewerben repräsentiert. 1992 trat der nationale Verband dem Weltverband Fédération Internationale de Volleyball (FIVB) bei. Im Oktober 2021 wurde die Mannschaft auf dem 20. Platz der kontinentalen Rangliste geführt.

## Internationale Wettbewerbe

### Äquatorialguinea bei Weltmeisterschaften
Die Mannschaft konnte sich bisher nicht für eine Weltmeisterschaft qualifizieren.

### Äquatorialguinea bei Olympischen Spielen
Bisher gelang es der Mannschaft nicht, sich für die olympischen Wettbewerbe zu qualifizieren.

### Äquatorialguinea bei Afrikameisterschaften
Die Mannschaft kann bisher keine Teilnahmen an der Afrikameisterschaft vorweisen.

### Äquatorialguinea bei den Afrikaspielen
Äquatorialguineas Volleyballnationalmannschaft der Männer nahm bisher nicht an den Wettbewerben der Afrikaspiele teil.

### Äquatorialguinea beim World Cup
Äquatorialguinea kann bisher keine Teilnahme am World Cup – dem Qualifikationsturnier für die Olympischen Spiele – vorweisen.

### Äquatorialguinea in der Weltliga
Die Weltliga fand bisher ohne äquatorialguineische Beteiligung statt.